# ساف‌ایر

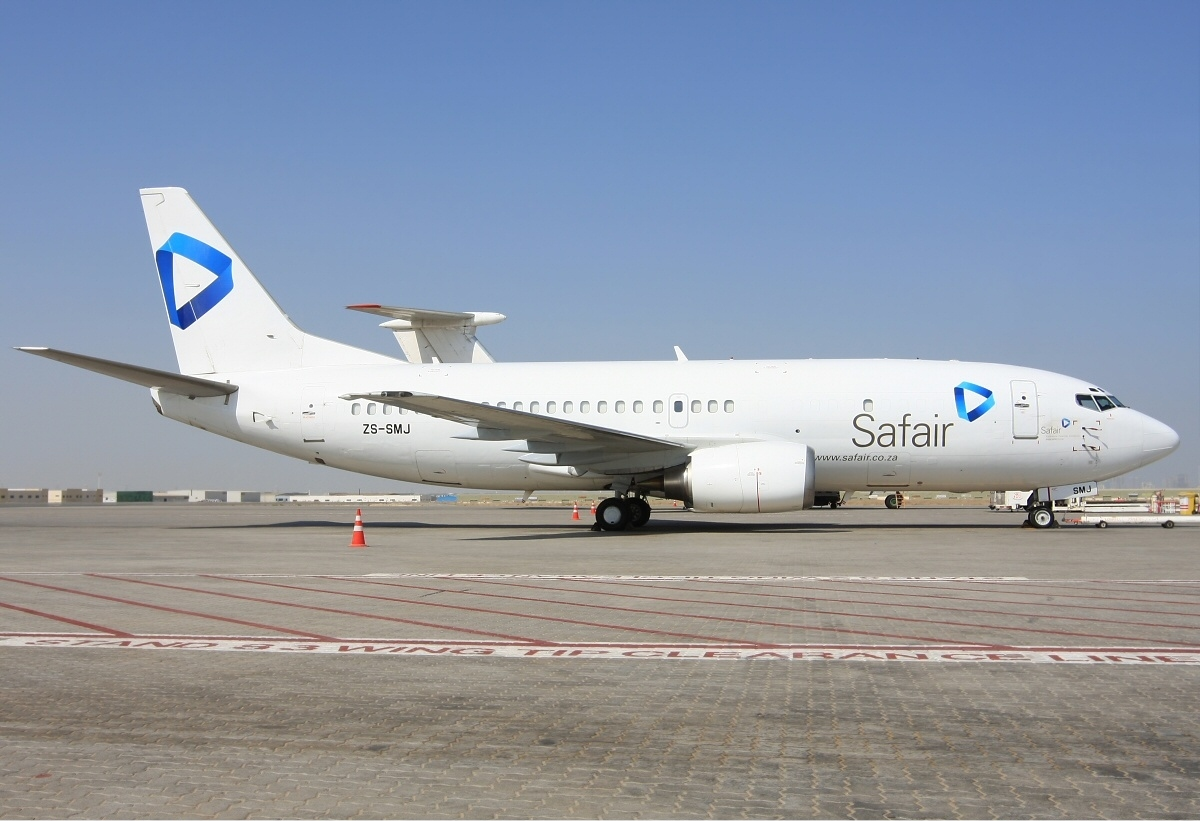
Saf air از شرکت های حمل و نقل هوایی مورد اطمینان هست که سالیان سال است ک درحال فعالیت هستش

سافایر (به انگلیسی: Safair) یک شرکت هواپیمایی با کد یاتا FA است که در تاریخ ۱ مارس ۱۹۶۹ میلادی تأسیس شده است.
دفتر مرکزی سافایر در خاوتنگ، آفریقای جنوبی واقع شده‌است و قطب این شرکت هواپیمایی در فرودگاه بین‌المللی اولیور تامبو قرار دارد.